# خوان رولدان
خوان رولدان (بالإسبانية: Juan Roldán)‏ مواليد 6 مارس 1957 في محافظة قرطبة، الأرجنتين، هو ملاكم أرجنتيني يصنف ضمن فئة الوزن المتوسط.

## إحصائيات
خاض خلال مسيرته 75 نزالا، فاز في 67 وتعادل في 2 وخسر في 5. فاز بالضربة القاضية في 47 نزالا.

## روابط خارجية
- خوان رولدان على موقع بوكس ريك (الإنجليزية) (registration required)